# Wielkie przygody Kapitana Majtasa
Wielkie przygody Kapitana Majtasa (ang. The Epic Tales of Captain Underpants, 2018-2020) – amerykański serial animowany produkcji Dreamworks Animation, oparty na podstawie filmu Kapitan Majtas: Pierwszy wielki film oraz  książki Kapitan Majtas autorstwa Dava Pilkeya.
Premiera serialu odbyła się w Stanach Zjednoczonych 13 lipca 2018 na platformie Netflix. Polska premiera serialu odbyła się tego samego dnia.
Premiera telewizyjna w Polsce odbyła się na kanale Teletoon+ w dniu 13 czerwca 2020.

## Fabuła
Serial opisuje historię dwóch najlepszych kumpli – George’a Bearda oraz Harolda Hutchinsa, którzy znani są z robienia dowcipów i zwariowanych pomysłów. Czwartoklasiści hipnotyzują nielubianego dyrektora szkoły pana Kruppa, zmieniając go w niezbyt rozgarniętego superbohatera Kapitana Majtasa.

## Wersja polska
Wersja polska: Studio Sonica

Reżyseria:
- Paweł Ciołkosz (serie 1-3; odc. S2),
- Agnieszka Kudelska (odc. S1)

Dialogi polskie:
- Rafał Fudalej (serie 1-2),
- Bartek Fukiet (seria 3; odc. S1-S2)

Teksty piosenek: Bartek Fukiet (odc. S1)

Dźwięk i montaż: Maciej Brzeziński

Kierownictwo produkcji: Agnieszka Kudelska

Wystąpili:
- Filip Przybylski – Pan Krupp / Kapitan Majtas
- Mateusz Weber – Harold
- Mateusz Narloch – Georgei
- Maciej Nawrocki – Melvin
- Szymon Roszak – Narrator
- Artur Pontek – Kreskówkowy narrator

W pozostałych rolach:
- Paweł Ciołkosz –
  - Gucio,
  - tłumaczenie napisów
- Marta Dobecka – Modnisia
- Julia Kołakowska-Bytner – Erica
- Kamil Pruban – pan Pączek
- Barbara Zielińska – pani Hordzik
- Katarzyna Łaska

i inni

## Spis odcinków

### Seria 1 (od 2018)
| Nr | Tytuł                                                                            | Tytuł polski                                                                   | Premiera      |
| -- | -------------------------------------------------------------------------------- | ------------------------------------------------------------------------------ | ------------- |
| 1  | Captain Underpants and the Frenzied Farts of Flabby Flabulous                    | Kapitan Majtas i potworne pierdy Podwiędłego Pupciora                          | 13 lipca 2018 |
| 2  | Captain Underpants and the Dreadful Debacle of DJ Drowsy Drawers                 | Kapitan Majtas i przerażająca porażka didżejki Kwieciste Gacie                 | 13 lipca 2018 |
| 3  | Captain Underpants and the Horrible Hostilities of the Homework Hydra            | Kapitan Majtas i nieopisana napaść Nakazanej Hydry                             | 13 lipca 2018 |
| 4  | Captain Underpants and the Vexing Villiany of the Vile Vimpire                   | Kapitan Majtas i wkurzający występek Wstrętnego Wempira                        | 13 lipca 2018 |
| 5  | Captain Underpants and the Terrifying Perlious Misfortune of the T.P. Mummy      | Kapitan Majtas i przerażająco śmiała zagłada Papierowej Mumii                  | 13 lipca 2018 |
| 6  | Captain Underpants and the Squishy Predicament of the Stanley Peet’s Stinky Pits | Kapitan Majtas i okropny problem śmierdzących pach Stanleya Paszki             | 13 lipca 2018 |
| 7  | Captain Underpants and the Costly Conundrum of the Calamitous Claylossus         | Kapitan Majtas i traumatyczna tajemnica Tragicznego Glinosusa                  | 13 lipca 2018 |
| 8  | Captain Underpants and the Jarring Jerkiness of the Judge J.O.R.T.S.             | Kapitan Majtas i szokujące szamotanie Sędziego SPCEUSZ-a                       | 13 lipca 2018 |
| 9  | Captain Underpants and the Strange Strife of the Smelly Socktopus                | Kapitan Majtas i przedziwne problemy Śmierdzącej Skarpetośmiornicy             | 13 lipca 2018 |
| 10 | Captain Underpants and the Flustering Mindless Woe of the Flushable Memory Wipes | Kapitan Majtas i irytująco bezmyślne problemy Spłukiwalnych Usuwaczy Wspomnień | 13 lipca 2018 |
| 11 | Captain Underpants and the Soggy Salvation of the Swirling Sweatnami             | Kapitan Majtas i ociekające ocalenie Wirującego Potnami                        | 13 lipca 2018 |
| 12 | Captain Underpants and the Sickening Fumes of Smartsy Fartsy                     | Kapitan Majtas i obrzydliwe opary Cwaniaka Pierdziaka                          | 13 lipca 2018 |
| 13 | Captain Underpants and the Troublesome Treachery of the Thieving Toot Fairy      | Kapitan Majtas i żenująca zdrada Wróżki Bąkozłodziejuszki                      | 13 lipca 2018 |

### Seria 2 (2019)
| Nr | Tytuł                                                                              | Tytuł polski                                                           | Premiera      |
| -- | ---------------------------------------------------------------------------------- | ---------------------------------------------------------------------- | ------------- |
| 14 | Captain Underpants and the Tenuous Takedown of the Tyrannical Teachertrons         | Kapitan Majtas i bezwolne bezprawie bezdusznych belfrotronów           | 8 lutego 2019 |
| 15 | Captain Underpants and the Frantic Fury of the Fearsome Furculees                  | Kapitan Majtas i fanatyczna furia wściekłego Futrulesa                 | 8 lutego 2019 |
| 16 | Captain Underpants and the Harmful Horrors of the Harrowing Hiveschool             | Kapitan Majtas i horrendalny horror w upiornej uloszkole               | 8 lutego 2019 |
| 17 | Captain Underpants and the Preposterous Pulverizing of the Pestering Poopacabra    | Kapitan Majtas i przedziwne pokonanie przeraźliwej Kupkokabry          | 8 lutego 2019 |
| 18 | Captain Underpants and the Dastardly Deed of the Devious Diddlysaurus              | Kapitan Majtas i przegięte psikusy przebiegłego Badziewiozaura         | 8 lutego 2019 |
| 19 | Captain Underpants and the Shadowy Syndrome of the Sinister Splotch                | Kapitan Majtas i zręczne rozboje rozsierdzonego Splamiacza             | 8 lutego 2019 |
| 20 | Captain Underpants and the Bizarre Blitzkrieg of the Bothersome Butt-erflies       | Kapitan Majtas i zbzikowany blitzkrieg zaczepnych zadtyli              | 8 lutego 2019 |
| 21 | Captain Underpants and the Problematic Pandemonium of the Punishing Plungerina     | Kapitan Majtas i problematyczne pandemonium pojętnej Przepychaczkoriny | 8 lutego 2019 |
| 22 | Captain Underpants and the Bombastic Blathering of Brainy Blabulous                | Kapitan Majtas i bombastyczny bełkot pojętnego Pleciora                | 8 lutego 2019 |
| 23 | Captain Underpants and the Crazy Caustic Spray of the Contagious Cruelius Sneezer  | Kapitan Majtas i gryzące gile zainfekowanego Dzikusa Kichara           | 8 lutego 2019 |
| 24 | Captain Underpants and the Trashy Tale of the Tumultuous Tubbadump                 | Kapitan Majtas i obrzydliwa opowieść o zaciekłym Zsypostworze          | 8 lutego 2019 |
| 25 | Captain Underpants and the Taxing Trauma of the Treacherous Tattle Trials (Part 1) | Kapitan Majtas i niezatarta nanotrauma szkaradnego sprawdzianu, cz. 1  | 8 lutego 2019 |
| 26 | Captain Underpants and the Taxing Trauma of the Treacherous Tattle Trials (Part 2) | Kapitan Majtas i niezatarta nanotrauma szkaradnego sprawdzianu, cz. 2  | 8 lutego 2019 |

### Seria 3 (2019)
| Nr | Tytuł                                                                                | Tytuł polski                                                      | Premiera      |
| -- | ------------------------------------------------------------------------------------ | ----------------------------------------------------------------- | ------------- |
| 27 | Captain Underpants and the Worrisome Wedge of the Water Warmongers                   | Kapitan Majtas i przerażający podstęp podtapianych podżegaczy     | 19 lipca 2019 |
| 28 | Captain Underpants and the Angry Abnormal Atrocities of the Astute Animal Aggressors | Kapitan Majtas i złowrogie zakusy zastępu zbuntowanych zwierzaków | 19 lipca 2019 |
| 29 | Captain Underpants and the Abysmal Altercation of the Abominable Altitooth           | Kapitan Majtas i występne wybryki wyrodnego Wysokąsa              | 19 lipca 2019 |
| 30 | Captain Underpants and the Bizarre Bout of the Beastly Barfilisk                     | Kapitan Majtas i przedziwny przypadek potwornego Pawiliszka       | 19 lipca 2019 |
| 31 | Captain Underpants and the Monstrous Mayhem of the Massive Melviathan                | Kapitan Majtas i monstrualna makabra megaśnego Melviatana         | 19 lipca 2019 |
| 32 | Captain Underpants and the Savage Spite of the Slimy Salamangler                     | Kapitan Majtas i srogie szykany spłukanej Szkaramandry            | 19 lipca 2019 |
| 33 | Captain Underpants and the Cunning Combat of the Covert Camoflush                    | Kapitan Majtas i uciążliwa uzurpacja utajnionej Ufikacji          | 19 lipca 2019 |
| 34 | Captain Underpants and the Bad Beat of the Blah Borelock                             | Kapitan Majtas i niecna nawijka namolnego Nudodzieja              | 19 lipca 2019 |
| 35 | Captain Underpants and the Ghastly Danger of the Ghost Dentist                       | Kapitan Majtas i drastyczne diagnozy ducha dentystki              | 19 lipca 2019 |
| 36 | Captain Underpants and the Confounding Concoction of the Crooked Combotato           | Kapitan Majtas i kłopotliwe knowania krnąbrnego Kombopyra         | 19 lipca 2019 |
| 37 | Captain Underpants and the Ludicrous Lunacy of the Loopy Laserlightmare              | Kapitan Majtas i luzackie lapsusy lekkomyślnego Laserokoszmara    | 19 lipca 2019 |
| 38 | Captain Underpants and the Shocking Showdown of the Staggering Sugamechanger         | Kapitan Majtas i ciężkostrawne cięgi chwackiego Cukrozmieniatora  | 19 lipca 2019 |
| 39 | Captain Underpants and the Polarizing Plight of the Pitiless Poopetrators            | Kapitan Majtas i kanalizacyjna koalicja krewkich Kupastników      | 19 lipca 2019 |

### Odcinki specjalne (2019–20)
| Nr  | Tytuł                                             | Tytuł polski                                    | Premiera            |
| --- | ------------------------------------------------- | ----------------------------------------------- | ------------------- |
| S01 | The Spooky Tale of Captain Underpants Hack-a-ween | Straszna przygoda Kapitana Majtasa: Ściemo-ween | 8 października 2019 |
| S02 | Captain Underpants Epic Choice-o-Rama             | Wielka interaktywn-o-rama Kapitana Majtasa      | 11 lutego 2020      |